# Mörby centrum (Stockholms tunnelbana)
Mörby centrum ist eine unterirdische Station der Stockholmer U-Bahn. Sie befindet sich im Stadtteil Mörby der Gemeinde Danderyd. Die Station wird von der Röda linjen des Stockholmer U-Bahn-Systems bedient. Sie gehört zu den eher mäßig frequentierten Stationen des U-Bahn-Netzes. An einem normalen Werktag steigen 8.350 Pendler hier zu.
Die Station wurde am 29. Januar 1978 in Betrieb genommen, als der nördlichste Abschnitt der Röda linjen zwischen Universitetet und Mörby centrum eingeweiht wurde. Die Station verfügt über zwei unterirdische Gleise und befindet sich ca. 20–22 Meter unter der Erde. Die Station ist die Endstation der Linie T14 der Röda linjen. Bis zum Stockholmer Hauptbahnhof sind es etwa neun Kilometer.